# Combretum malabaricum
Combretum malabaricum är en tvåhjärtbladig växtart som först beskrevs av Richard Henry Beddome, och fick sitt nu gällande namn av Sujana, Ratheesh och Anil Kumar. Combretum malabaricum ingår i släktet Combretum och familjen Combretaceae. Inga underarter finns listade i Catalogue of Life.

## Bildgalleri

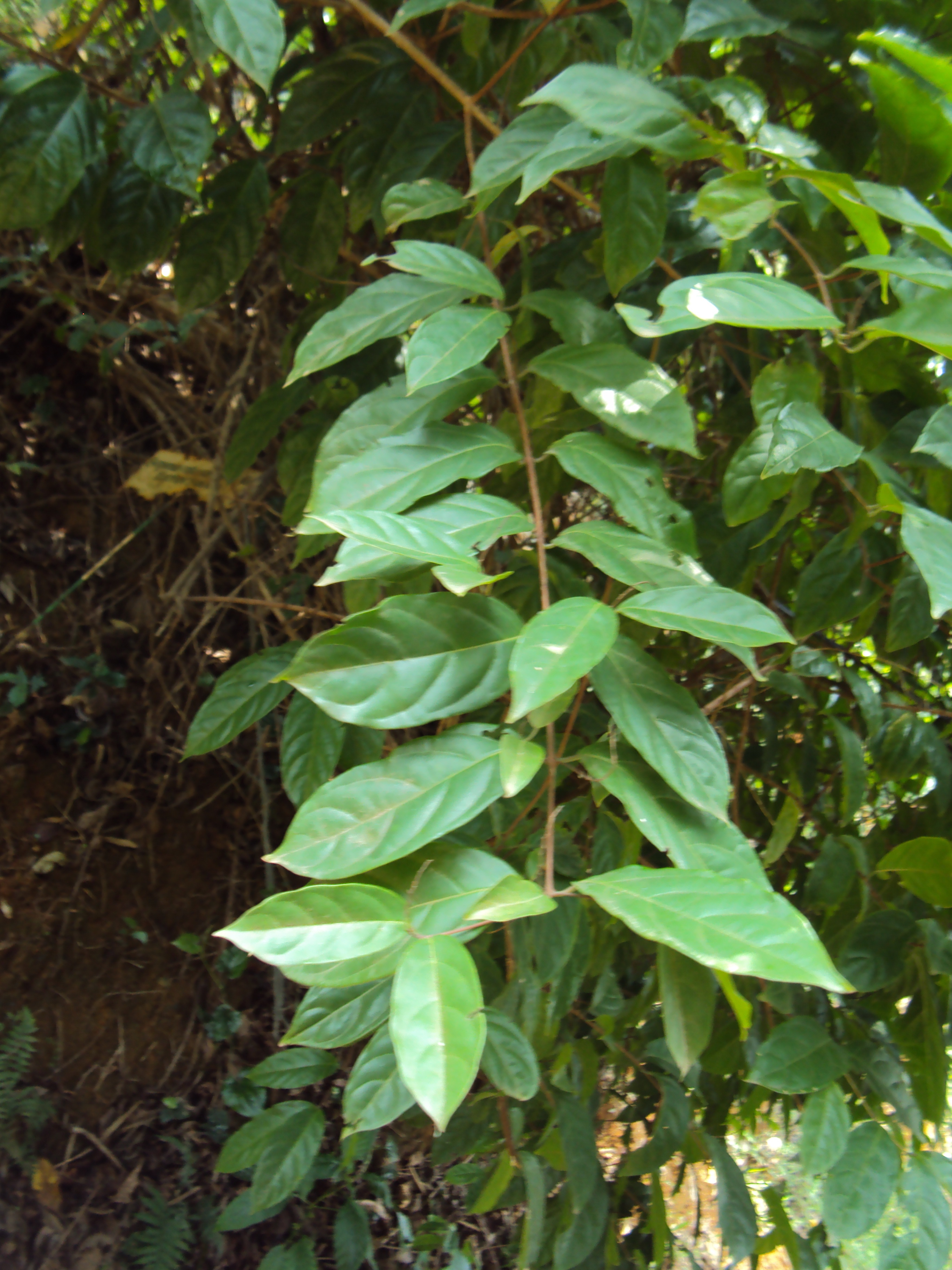
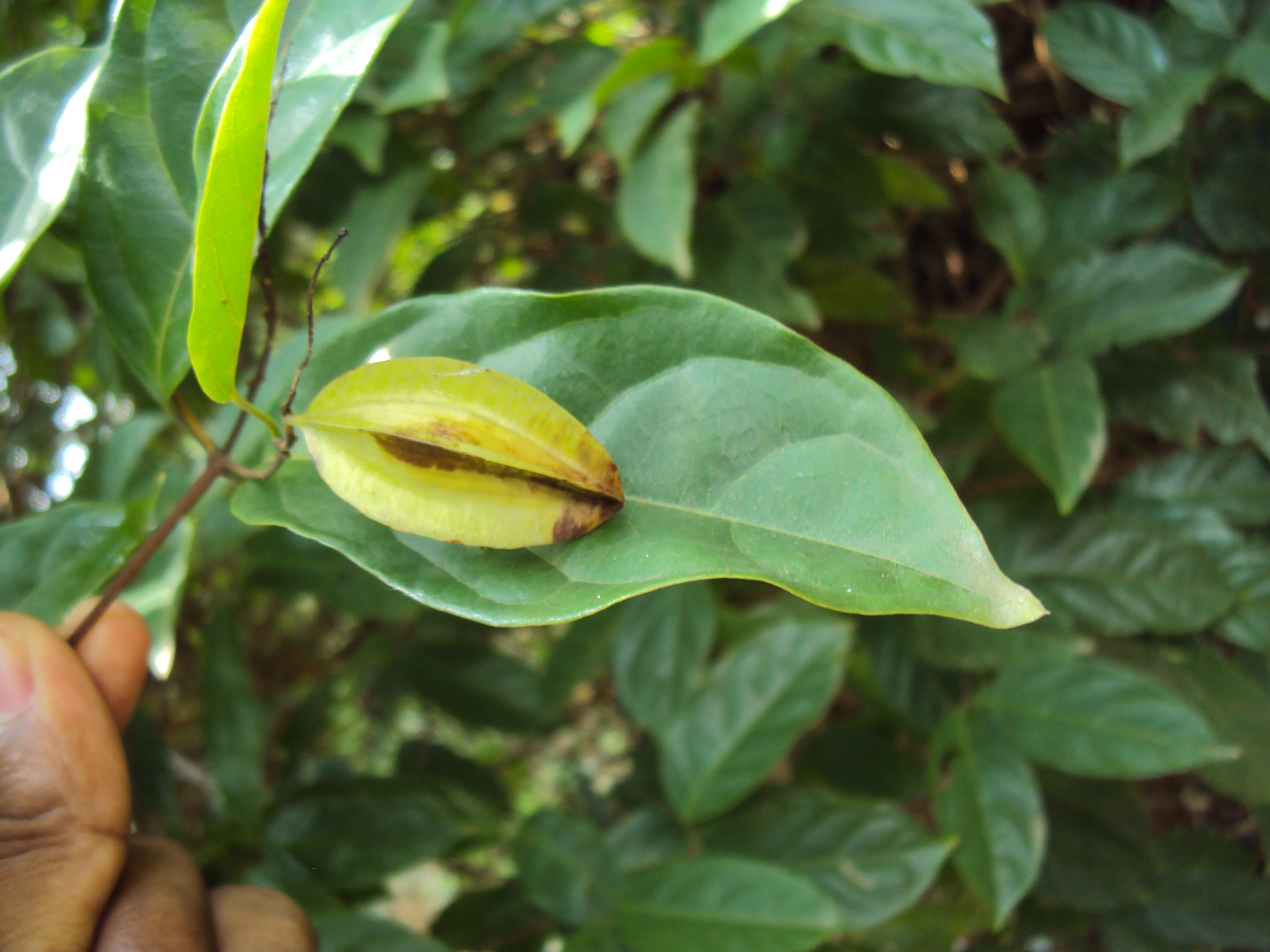
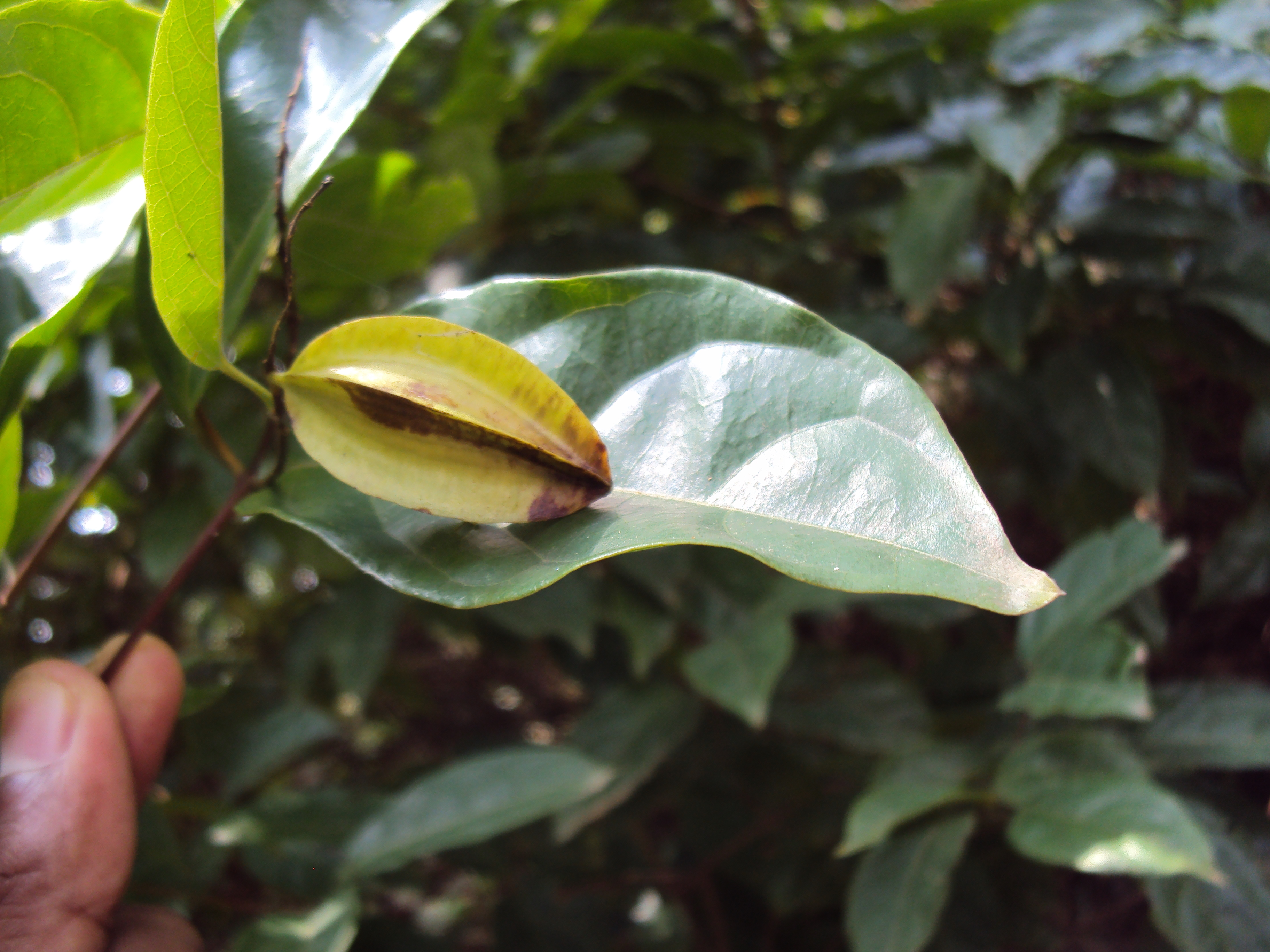
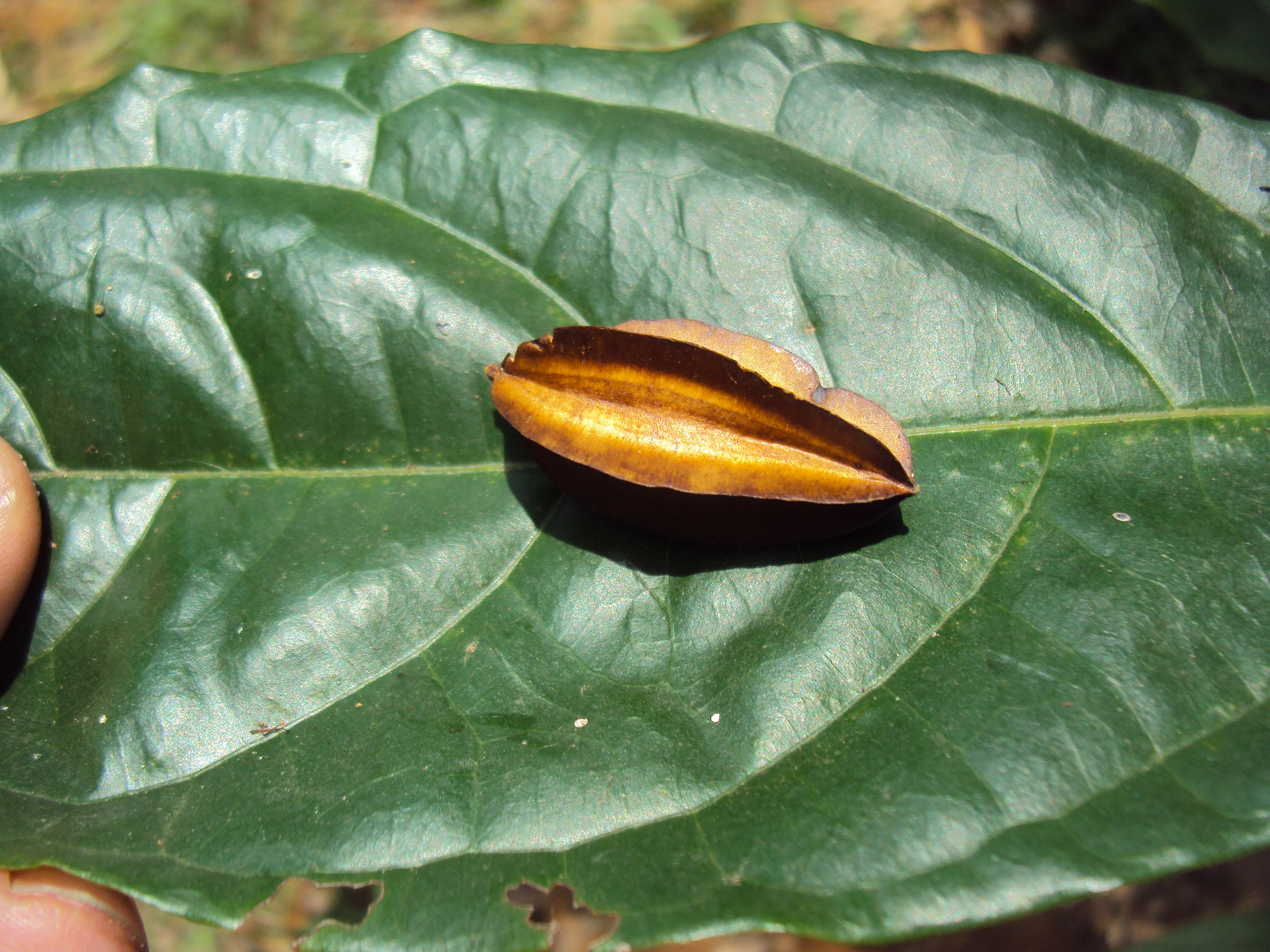
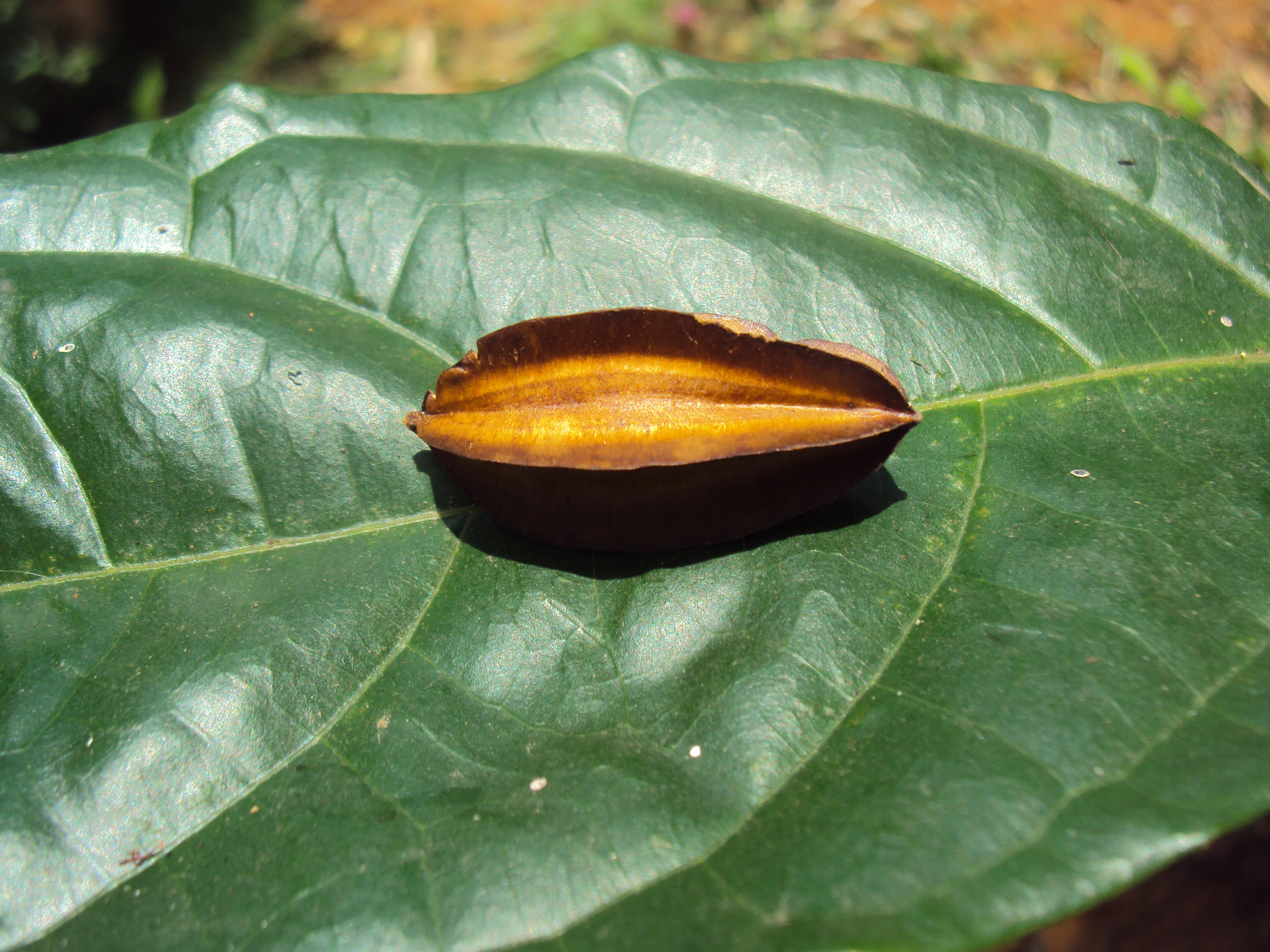
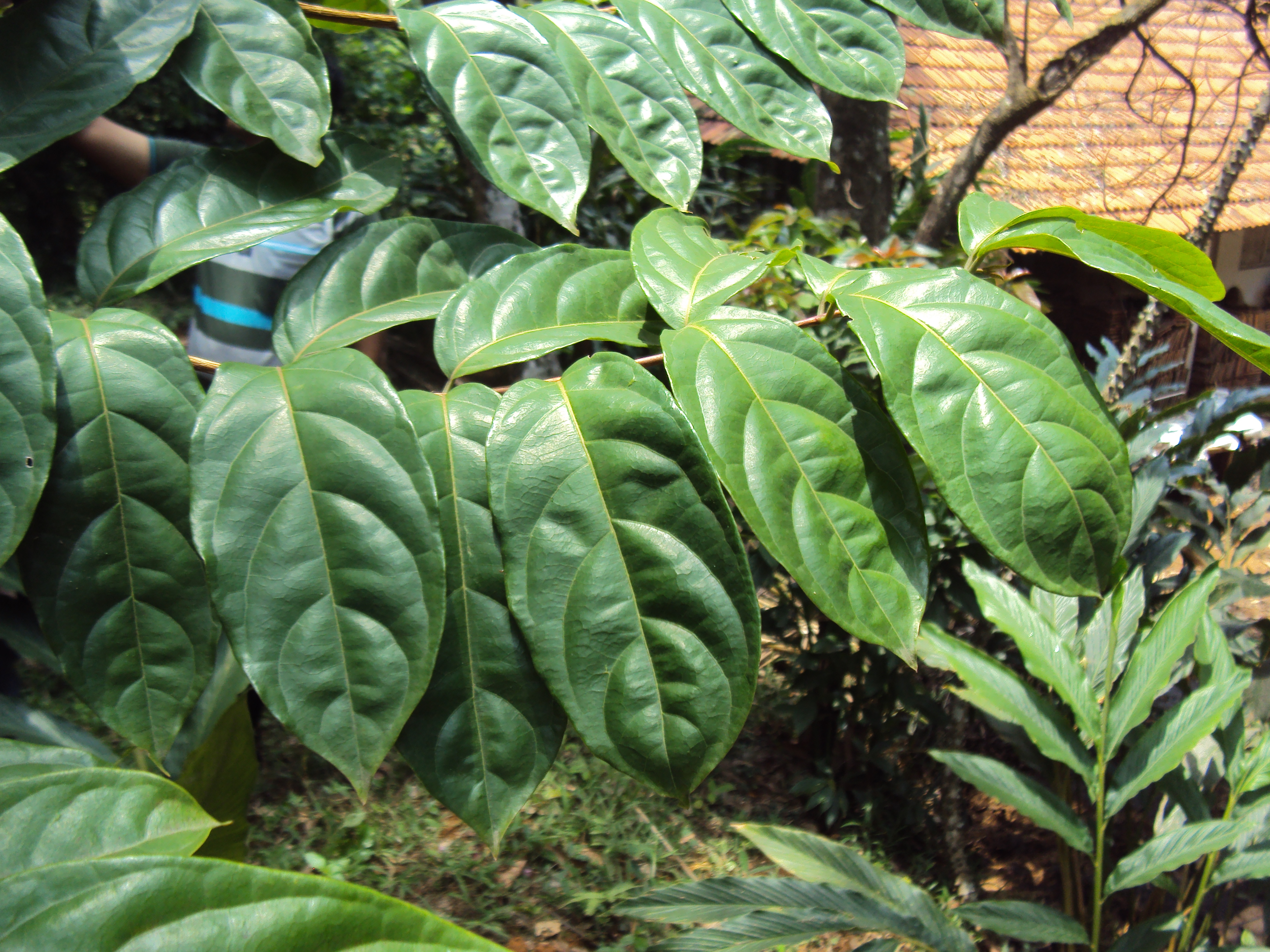